# Elaeocarpus bojeri
Elaeocarpus bojeri är en tvåhjärtbladig växtart som beskrevs av R. E.Vaughan. Elaeocarpus bojeri ingår i släktet Elaeocarpus och familjen Elaeocarpaceae. Inga underarter finns listade i Catalogue of Life.